# HKK Grude
HKK Grude je hrvatski košarkaški klub iz Gruda, Bosna i Hercegovina.

## Klupski uspjesi
- Sezona 2002./03. – Ekipa seniora osvaja 3. mjesto u Ligi Herceg-Bosne i plasira se u play-off, a iste godine mlađi kadeti kao i kadeti osvajaju 2. mjesto Lige Hercegovine.
- Sezona 2003./04. – Prva ekipa u konačnom plasmanu zauzima 2. mjesto, mlađi kadeti prvo, a kadeti 2. mjesto u Ligi Hercegovine.
- Sezona 2004./05. – Kao prvaci Lige Herceg-Bosne, košarkaši Gruda plasirali su se u Prvu ligu BiH, a kadeti i mlađi kadeti zauzeli su 2. mjesto.
- Sezona 2005./06. – Prva ekipa u Prvoj ligi BiH osvaja 6. mjesto i sudjeluje u Ligi za prvaka BiH. Kadeti osvajaju 1. mjesto u Ligi Herceg-Bosne i sudjeluju na završnom turniru BiH u Sarajevu.
- Sezona 2010./11. - Prva ekipa u Prvoj ligi Herceg-Bosne osvaja 1. mjesto i prelazi u 1. Ligu BiH.

Svakako vrijedno spomena jest da su četvorica igrača grudske škole košarke – 4. kadeta, pozvana na širi spisak kadeta Republike Hrvatske.

## Povijest
Košarkaški klub Grude osnovan je od strane nekoliko ljubitelja ovog športa, 1976. godine i od tada prolazi trnovit i nezgodan put sve do useljavanja u sportsku dvoranu, kada su se stekli i normalni uvjeti za treninge i natjecanja. Odmah, potom počelo se razmišljati i o podmlatku kluba, te se tako osniva i škola košarke, kroz koju godišnje prođe stotinjak djece različitih uzrasta, kao što su tići, mlađi kadeti, kadeti, te ekipa ženskog košarkaškog kluba Grude.
Također, treba istaknuti, kako prvi tim Košarkaškog kluba redovito pred početak natjecateljske sezone, odrađuje svoje visinsko-kondicijske pripreme.
Prije početka sezone 2010./11. HKK Grude su odustale od natjecanja u Prvenstvu Bosne i Hercegovine iz financijskih razloga, a trenutno se uspješno natječu u okviru Lige Herceg - Bosne, dajući naglasak na razvoj vlastitih mladih igrača.

## Navijači
HKK Grude nemaju organiziranu skupinu navijača. Ipak u Grudama ih bodri manja skupina navijača, većinom mlađe dobi, zvani Uncuti. Uncuti djeluju još od davno, bodreći HNK Grude do prije 5 godina.

## Vanjske poveznice
- Službena stranica na Facebook.com